# Катабатический ветер

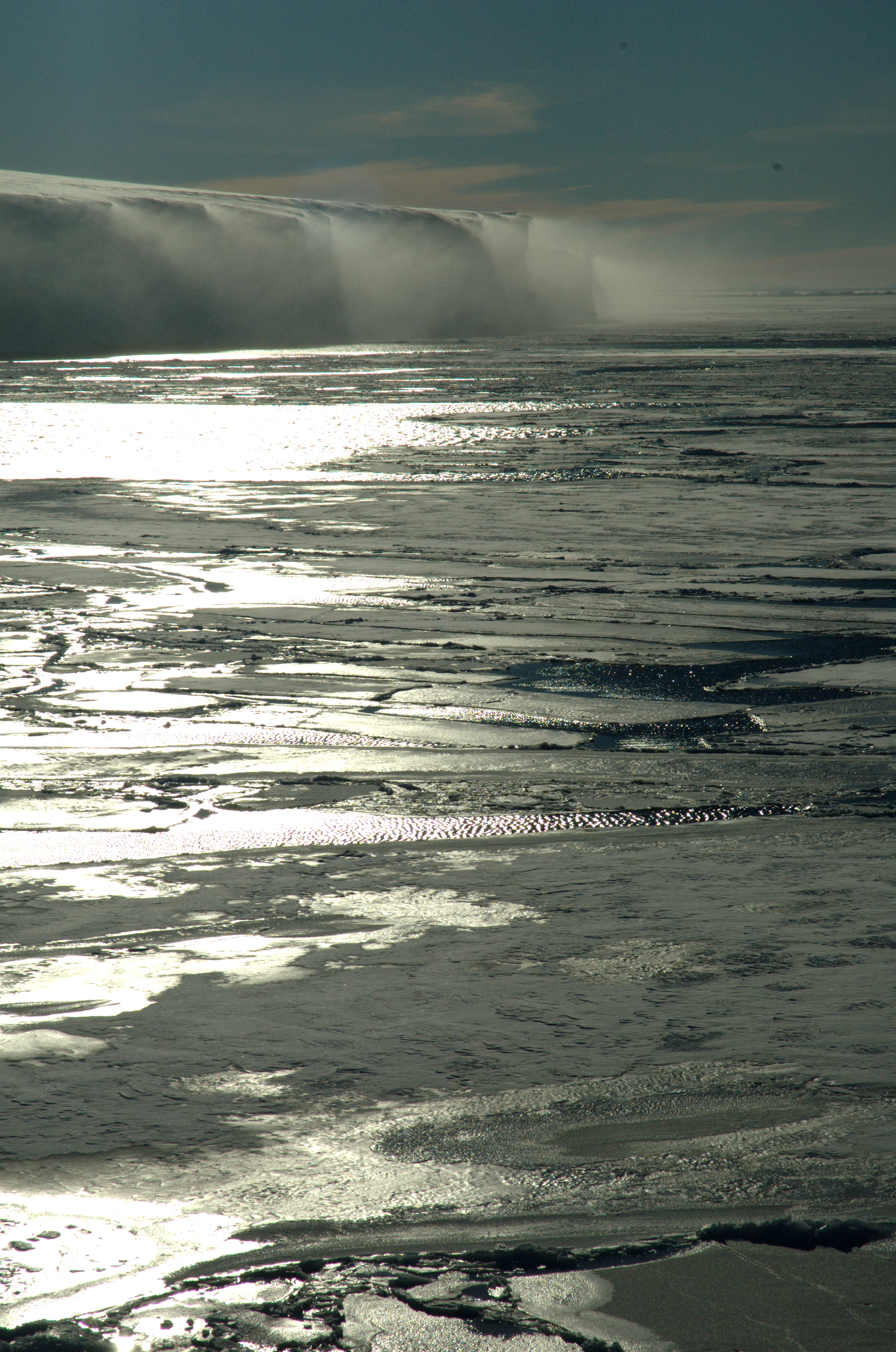
Катабатический ветер, «сливающийся» с края шельфового ледника

Схема образования катабатических ветров

Катабатический ветер (от греч. κατάβασις, катабасис — спуск, снижение), также падающий — плотный и холодный воздушный поток, направленный вниз по склонам земной поверхности (с горных перевалов), а также нисходящие струи холодного воздуха в кучево-дождевых облаках.
Не все ветры, дующие вниз по склону, являются катабатическими. Например, такие ветры, как фён, шинук или бергвинд, являются ветрами дождевых теней, где при подъёме с наветренной стороны горного хребта воздух теряет влагу и спускается с подветренной стороны сухим и тёплым. Катабатический же ветер приносит к подножию гор похолодание, которое не компенсируется адиабатическим нагреванием при опускании воздушных масс. Катабатические ветры могут достигать ураганных скоростей — в сухих долинах Мак-Мёрдо они разгоняются до 320 км/ч.
Падающие ветры известны во многих горных странах и побережьях, некоторые имеют собственные наименования. В Норвегии такой ветер называется эльвегуст, в Рио-де-Жанейро — терре-альтос, в Японии — ороси, на юге Калифорнии — ветер Санта-Ана, в Гренландии — Питерак. Наиболее чётко выраженными являются бора, ледниковый ветер, стоковый ветер, мистраль и другие.

## Формирование
Образование катабатических ветров объясняется охлаждением воздуха на горных плато, вершинах, ледниках или даже холмах. Поскольку плотность воздуха увеличивается с понижением его температуры, сила тяжести увлекает его вниз по склону. Спускаясь, ветер адиабатически нагревается, причём конечная температура зависит от региона истока и высоты спуска. Например, ветер Санта-Ана к моменту достижения морского побережья может стать горячим, а в Антарктиде стоковый ветер всегда очень холодный.
Наиболее часто катабатические ветры дуют с покрытых льдом возвышенностей Антарктики и Гренландии. В Гренландии такие ветры называются питарак (pitaraq); они дуют особенно сильно, когда рядом с берегом образуется область низкого давления. На архипелаге Огненная Земля в Южной Америке, а также на Аляске для судов в гаванях особенно опасен шквальный ветер, называемый «вилливо» (англ. williwaw). Он возникает на снежных и ледяных полях прибрежных гор и налетает на побережье со скоростью 200—300 км/ч.